# Francesco Dandolo
Pour les articles homonymes, voir Dandolo.
Francesco Dandolo (né à Venise vers 1258 et mort dans la même ville le 31 octobre 1339) est le 52e doge de Venise de 1328 à 1339.
Il reçoit le surnom de Chien pour s'être présenté (en 1313) au pape Clément V avec une chaîne au cou, en le suppliant de retirer une excommunication que le pontife avait lancée contre la république. Sous son règne, Venise enlève à la maison Della Scala les villes de Trévise, Ceneda et Conegliano.
Pendant son dogat, Francesco Dandolo affronte de nombreuses guerres sur la terre ferme, presque toutes victorieuses, afin d'éviter que les ennemis de Venise ne prennent trop d'importance en Vénitie et excluent la république des routes commerciales italiennes.

## Biographie
Issu d'une famille de très vieille noblesse (mais ne faisant pas cependant partie des familles « apostoliques »), Francesco Dandolo mène une vie aisée et s'implique rapidement dans la carrière diplomatique. Il est ambassadeur de Venise auprès des papes Clément V et Jean XXII en Avignon, qui à l'époque accueille la résidence épiscopale.
Il épouse Elisabetta Contarini dont il a trois filles et un fils. Il existe peu d'information sur sa carrière mais on lui doit en 1313 la révocation de l'excommunication infligée cinq ans auparavant par le pape. Il se dit qu'il se présenta devant le Saint Père Clément V à genou avec une chaîne au cou ce qui lui vaut le  surnom de « chien ».
Le 4 janvier 1329, peu de jours après la mort du doge Giovanni Soranzo, il est élu à son tour.

### Le dogat

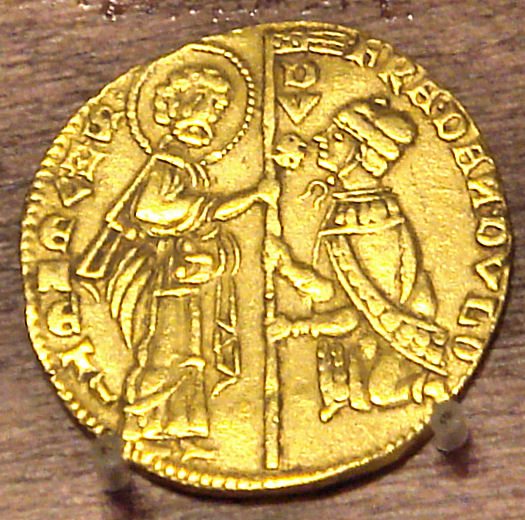
Francesco Dandolo vénère Saint-Marc.

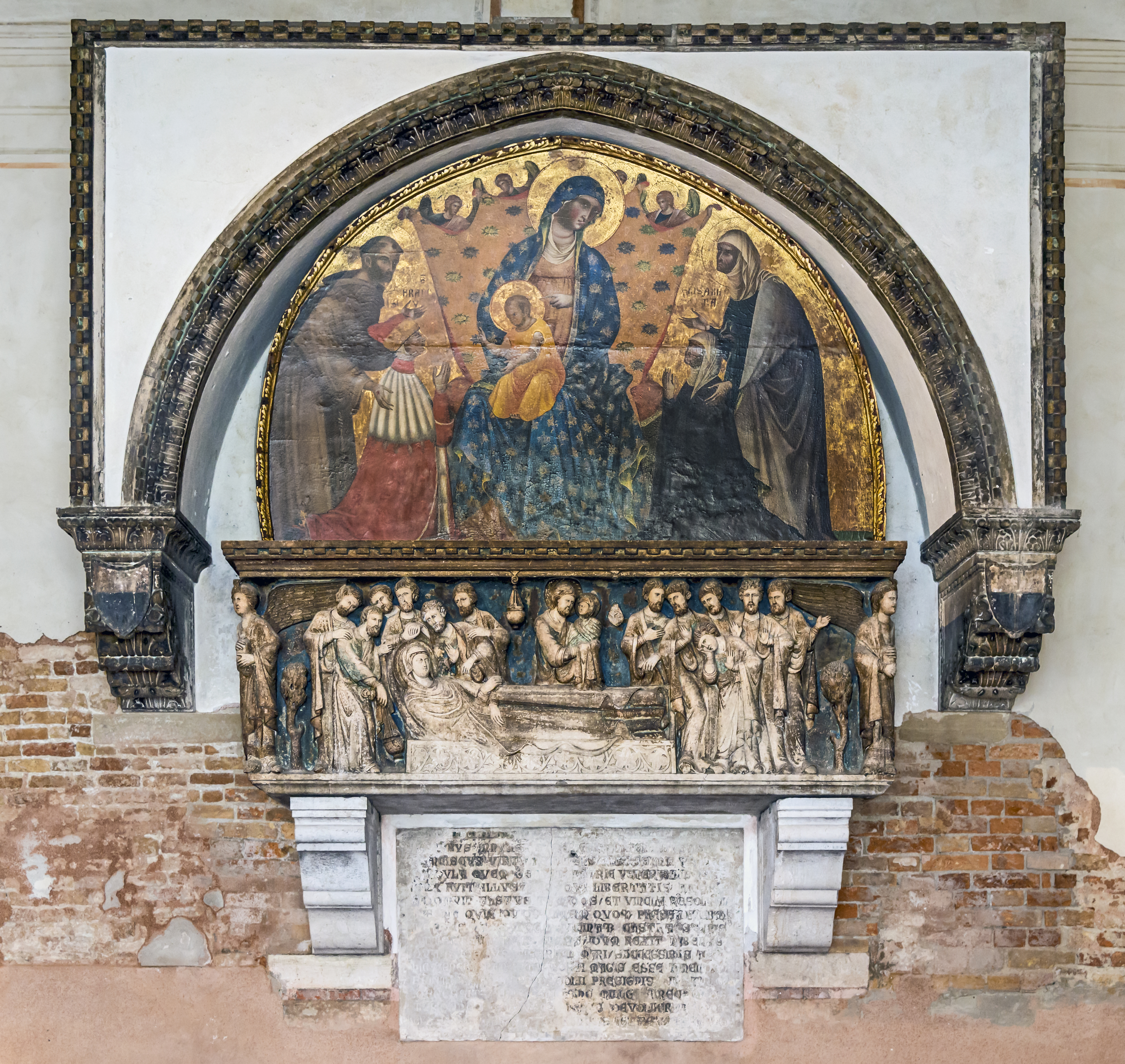
Monument du doge Francesco Dandolo

Les problèmes, restés en sommeil sous le règne de son prédécesseur, explosent dès les premiers mois de son règne. Mastino II della Scala, seigneur de Vérone, poursuivant la politique territoriale de son oncle Cangrande della Scala, entre en conflit avec tous y compris Venise.
Les villes de Feltre, Belluno et Vicence sont occupés par Mastino sans que Venise ne réagisse ce qu'elle fera lorsque Mastino commence à contrôler les flux du commerce fluvial.
Rapidement, une ligue se crée composée de Florence, Sienne, Bologne, Pérouse et d'autres villes de moindre importance.
Contrairement à la pratique l'époque, Venise ne fait pas appel à une armée de mercenaires, mais met en place la conscription de ses citoyens âgés de 20 à 60 ans. Par cette méthode, Venise est en mesure de dépêcher une armée de 40 000 hommes.
Après une longue période d'incertitude, en 1336, la ligue s'étend aux Visconti de Milan, les Este de Ferrare, les Gonzague de Mantoue et les États pontificaux.
Padoue conquise et donnée à Carraresi) ainsi que d'autres villes en 1338. Encerclé de toutes parts, Mastino ne peut que demander de négocier avec la médiation de l'empereur Louis IV du Saint-Empire.
Le 24 janvier 1339, la paix est signée dans la basilique Saint-Marc à Venise qui obtient Trévise, Ceneda, Conegliano et des routes commerciales sûres, les autres vainqueurs obtenant aussi des avantages qui mettent fin aux ambitions des Scaligeri. Florence reçoit des châteaux-forts, mais pas la ville de Lucques, ce qui provoque son ressentiment et devient une des causes de tension entre Venise et Florence.
Au cours de son règne Venise connait de nombreuses escarmouches avec les Turcs qui rivalisent avec Venise pour la domination de la Méditerranée orientale au cours des siècles suivants.
Après un dogat passé sous la menace de guerres arrive une période d'accalmie dont Dandolo ne profite pas car il meurt subitement le 31 octobre 1339. Il est inhumé dans la basilique Santa Maria Gloriosa dei Frari.